# هفته کتاب‌های ممنوعه
هفته کتاب‌های ممنوعه (انگلیسی: Banned Books Week) پویش آگاهی‌رسانی سالانه است که توسط انجمن کتابخانه آمریکا و عفو بین‌الملل با هدف گرامیداشت آزادی مطالعه ترویج می‌گردد. این هفته — به ویژه — توجه همگانی را به کتاب‌های ممنوعه و چالش‌برانگیز جلب کرده و افراد تحت تعقیب برای چنین مواردی را ضمن برجسته کردن در افکار عمومی، مورد توجه قرار می‌دهد.
پویش کتاب‌های ممنوعه در ایالات متحده که در آخرین هفته سپتامبر و از سال ۱۹۸۲ برگزار گردید، بر اهمیت اطمینان از در دسترس بودن «دیدگاه‌های نامتعارف» یا «غیر محبوب» برای همهٔ کسانی که مایل به آگاهی و مطالعهٔ آنها بودند متعهد گردید. این پویش همچنین، نگهداری چنین مطالبی را در قالب دسترسی عمومی، امری الزامی دانسته و بر آن تأکید نمود. هدف از چنین پویشی ارائهٔ این تفکر است که مردم می‌توانند نتیجه‌گیری و نظرات خود را توسعه دهند. این پویش جهانی در عین حال، به افرادی اشاره می‌کند که به دلیل نوشته‌ها، نشر یا مطالعهٔ چنین مواردی مورد آزار و اذیت قرار می‌گیرند.
هفتهٔ کتاب‌های ممنوعه در سال ۱۹۸۲ بر اساس متمم اول قانون اساسی ایالات متحده آمریکا و توسط فعال آزادیخواه، جودیث کروگ تأسیس شد. وی اظهار داشته که انجمن ناشران آمریکایی ضمن تماس با او، ایده‌هایی را با وی به جهت اطلاع‌رسانی به عموم مردم آمریکا، آن هم درست پس از مجموعه کتاب‌های ممنوع‌شده در همان سال مطرح کردند. کروگ نیز به سهم خود این اطلاعات را به مجمع آزادی فکری انجمن کتابخانه آمریکا منتقل کرد و سپس، ۶ هفتهٔ بعد، آنها توانستند اولین هفتهٔ کتاب‌های ممنوعه را جشن بگیرند.